# Kościół Wniebowzięcia Najświętszej Marii Panny w Podolińcu

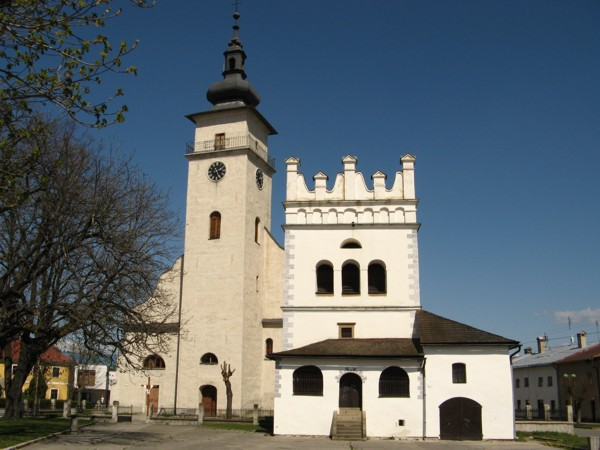
Kościół Wniebowzięcia NMP w Podolińcu, na pierwszym planie renesansowa dzwonnica

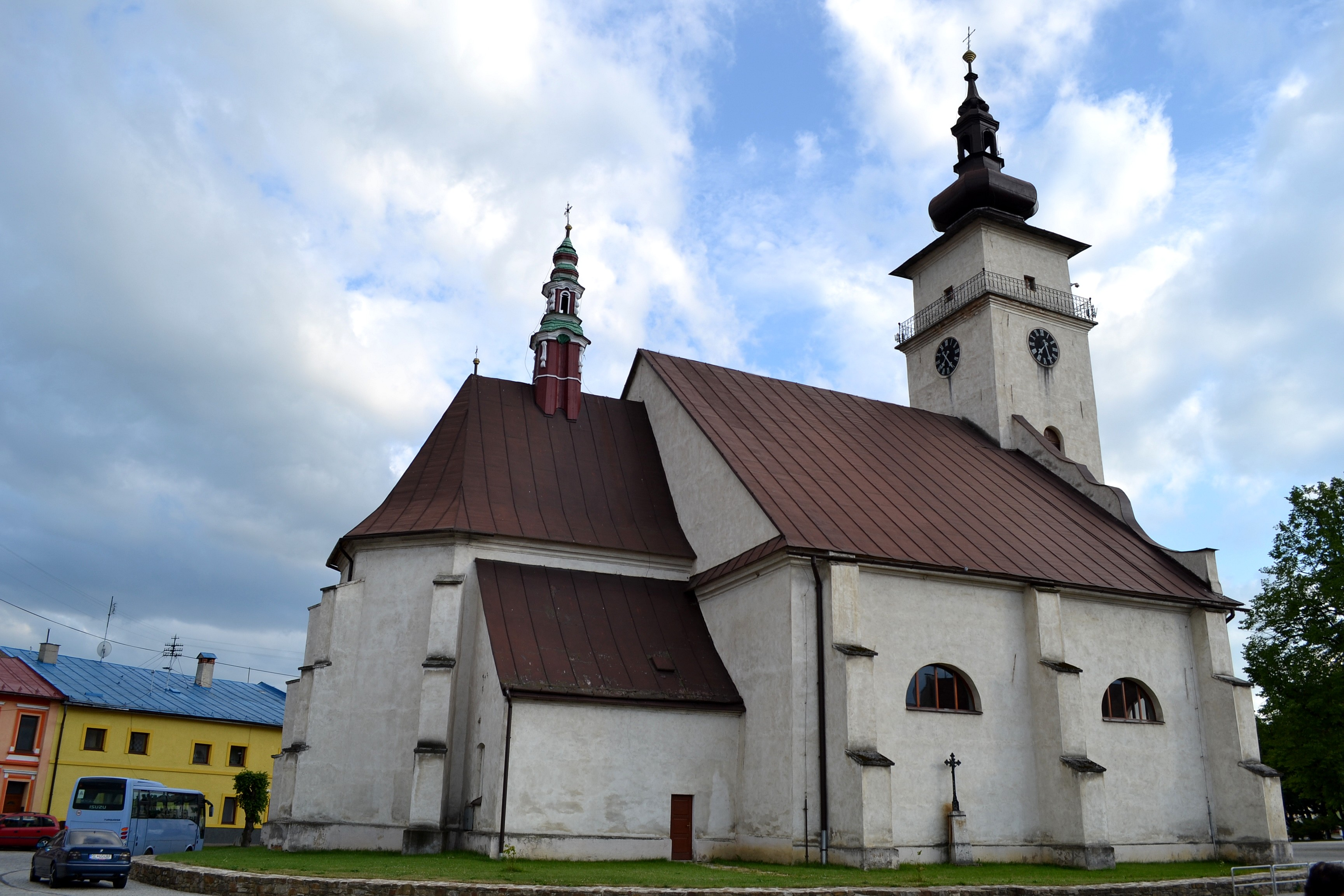
Kościół Wniebowzięcia NMP w Podolińcu

Kościół Wniebowzięcia Najświętszej Marii Panny – katolicki kościół parafialny w mieście Podoliniec na Spiszu na Słowacji.

## Położenie
Położony jest w centralnej części wrzecionowatego rynku miasta.

## Historia
Pierwsze wzmianki o kościele w Podolińcu pochodzą już z pierwszej połowy XIII w. W liście datowanym w 1235 r. w Perugii papież Grzegorz IX polecał władzom kościelnym w Gnieźnie i we Wrocławiu by sprawdziły zasadność skargi biskupa krakowskiego na duchownych węgierskich, którzy mają bezprawnie zajmować dziesięciny z kościoła Marii Panny w Podolińcu i innych okolicznych kościołów. Polscy historycy na podstawie m.in. tej informacji przyjmują, że fara w Podolińcu należała wówczas do diecezji krakowskiej.
Kościół, pierwotnie być może drewniany, został zapewne zniszczony przez Tatarów pod wodzą Nogaja, którzy na przełomie 1287 i 1288 r. najechali tutejsze ziemie. Krótko po uzyskaniu przez Podoliniec praw miejskich (w 1292 r.) rozpoczęto wznoszenie nowego kościoła. 29 marca 1298 r. papież Bonifacy VIII udzielił odpustu tym, którzy pomogą przy budowie nowej świątyni Marii Panny w Podolińcu, przy czym z dokumentu tego wynika, iż kościół ten znajduje się w diecezji krakowskiej.

## Charakterystyka
Murowany z kamienia, z wielobocznie zamkniętym prezbiterium, z wieżą od frontu. Pierwotnie jednonawowy, rozbudowany przez dostawienie dwóch bocznych kaplic, otwierających się arkadowo do wnętrza. W drugiej połowie XIV w. kościół przebudowano i przykryto żebrowymi sklepieniami. Ponownie przebudowany został po pożarze z 1684 r., a następnie w wieku XVIII, kiedy otrzymał wystrój barokowy. W tym samym wieku dobudowano dwie wspomniane wyżej kaplice. Fasada otrzymała formę klasycystyczną podczas napraw po trzęsieniu ziemi w 1789 r. Wieża, zwieńczona krytym blachą, baniastym chełmem z latarnią, posiada na najwyższej kondygnacji obwodowy ganek z żelazną balustradą. Zakrystia, pierwotnie gotycka, przykryta jest sklepieniem krzyżowym.
We wnętrzu zachowały się liczne elementy gotyckie, jak żebrowe sklepienia, portale, kamienne pastoforium, a w prezbiterium polichromie z lat 1380-1430 z motywami biblijnymi. W medalionach na sklepieniu postaci świętych w stylizacji częściowo nawiązującej do ikonografii bizantyjskiej. W zamurowanych oknach prezbiterium zachowały się pozostałości okien gotyckich. Pierwotne średniowieczne, skrzydłowe ołtarze, wywieziono w XVII w. do Polski. Jeden z nich trafił do kaplicy zamkowej w niedalekim Pławcu, gdzie spłonął.
Obecny wystrój wnętrza jest w większości barokowy. Wyposażenie od gotyckiego po empirowe z początków XIX w. (świeczniki). Z najstarszych elementów zachowała się m.in. gotycka chrzcielnica z II połowy XIV w., miedziana, o średnicy 63 cm, z bogatą dekoracją, wykonana w Spiskiej Nowej Wsi. Zachował się również późnogotycki pacyfikał oraz późnogotycki krucyfiks z początków XVI w., z figurą Chrystusa wys. 70 cm, polichromowany. Drugi, większy (190 cm) krucyfiks, z Chrystusem w otoczeniu główek anielskich, pochodzi z połowy XVII w.
Główny ołtarz, barokowy, pochodzi z pierwszej ćwierci XVIII w. W jego centralnej części, pomiędzy krętymi filarami, znajduje się wysoka na 140 cm, drewniana, polichromowana gotycka rzeźba Madonny z ok. 1360 r. Po jej obu stronach tej samej wysokości rzeźby św. Jana Chrzciciela i św. Jana Ewangelisty. Powyżej płskorzeźba Najświętszej Marii Panny adorowanej przez dwa anioły, a na szczycie wyobrażenie Św. Trójcy. Na antepedium relief „Wniebowzięcie NMP”.
Boczny ołtarz św. Katarzyny barokowy, z I. poł. XVIII w. W centrum kopia gotyckiej rzeźby przedstawiającej św. Katarzynę (oryginał w Szépmuveszeti múzeu w Budapeszcie). Powyżej rzeźby przedstawiające m.in. św. Jana Nepomucena i św. Barbarę. Na antepedium płaskorzeźba „Chrystus na krzyżu” ze znakiem cechu szewców.
Boczny ołtarz św. Mikołaja również barokowy, w centrum posiada rzeźbę przedstawiająca św. Mikołaja w otoczniu dwóch innych biskupów. W części górnej św. Antoni. Na antepedium przedstawienia m.in. św. Jana Chrzciciela, św. Jerzego i św. Barbary oraz znak cechu krawców.